# Douglas DC-4E
El Douglas DC-4E fue un transporte civil cuatrimotor experimental de ala baja fabricado por la compañía estadounidense Douglas Aircraft Company durante la segunda mitad de los años 30 del siglo XX, siguiendo una petición de la compañía United Airlines. Únicamente se construyó un ejemplar, que fue utilizado para evaluar el modelo, y llegó a entrar en servicio en la United Airlines, aunque su rendimiento fue inferior a lo esperado, por lo que el proyecto fue abandonado en favor de otro diseño de cuatrimotor, que acabaría convirtiéndose en el Douglas DC-4.

## Diseño y desarrollo
Con la denominación inicial Douglas DC-4, que más tarde pasó a ser Douglas DC-4E (DC-4 Experimental), la compañía comenzó en 1935, después de la petición de la compañía estadounidense United Airlines, el desarrollo de un modelo más grande y sofisticado que el Douglas DC-3, antes incluso de que el propio DC-3 realizara su primer vuelo. A la petición de United se unió el interés de otras compañías como American Airlines, Eastern Air Lines, Pan American Airways y TWA por el modelo, aportando cada una inicialmente 100 000 dólares para el desarrollo del nuevo avión. 
Con una capacidad máxima planeada de 42 pasajeros, el DC-4 (como inicialmente era conocido el modelo) doblaría la capacidad de pasaje del DC-3, además de ser el primer avión en contar con un tren de aterrizaje retráctil de tipo triciclo. Era un monoplano de ala baja construido íntegramente en metal, con un fuselaje circular de sección amplia. Además, disponía de otras innovaciones, como eran las unidades de potencia auxiliares, controles de vuelo asistidos eléctricamente o un sistema de aire acondicionado; para el modelo de producción también estaba planeada la presurización de la cabina.
El insólito diseño de cola del avión incorporaba una deriva y timón de dirección centrales y conjuntos de deriva y timón situados en los extremos de los estabilizadores, que permitían al modelo la utilización de los hangares existentes en ese momento, y le proporcionaban una superficie vertical suficiente para permitir despegar con únicamente dos motores de un mismo lado. La planta motriz comprendía cuatro motores radiales Pratt & Whitney R-2180 Twin Hornet de 14 cilindros que proporcionaban 1080 kW (1450 hp) de potencia unitaria instalados en góndolas montadas en las alas y ligeramente inclinadas hacia afuera.

## Historia operacional

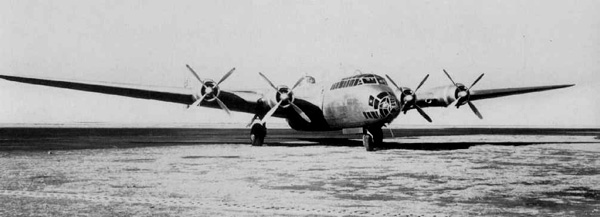
Bombardero pesado japonés Nakajima G5N.

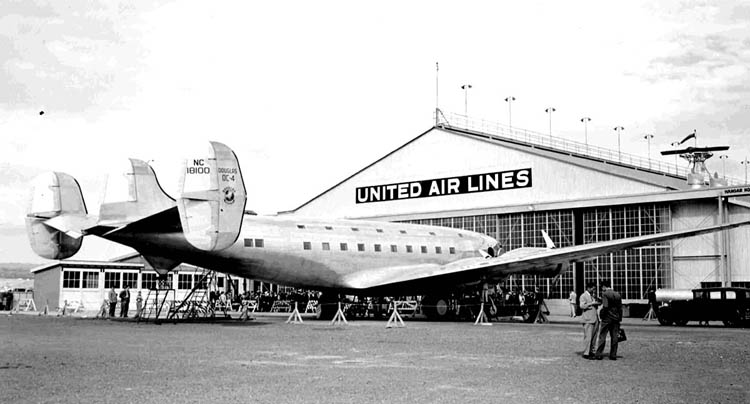
DC-4E en Oakland.

El primer vuelo del prototipo (matrícula NX18100, s/n 1601) tuvo lugar sin incidentes el 7 de junio de 1938, desde el aeródromo de Clover en Santa Mónica, a los mandos del piloto Carl Cover, momento en el que el aumento de los costes y de la complejidad del proyecto hicieron que Pan American y TWA retiraran sus aportaciones en favor del Boeing 314, modelo cuyo desarrollo resultaba más económico. Recibió la certificación de vuelo el 5 de mayo de 1939.
El avión entró en servicio en la compañía United Airlines para evaluar su desempeño durante 1939. El 9 de junio de ese año, cuando el (todavía) DC-4 estaba en Dayton (Ohio, Estados Unidos), Orville Wright fue uno de los pasajeros en un vuelo sobre la ciudad. Aunque el avión no era demasiado problemático, la complejidad de sus sistemas hacía que el mantenimiento fuera caro, y que su rendimiento y economía operativa estuviera por debajo de las expectativas.
Por todo ello, el diseño finalmente fue abandonado por un diseño también cuatrimotor de menores dimensiones y sin tanta complejidad. El nuevo proyecto fue designado DC-4, pasando el original a ser DC-4E (E de Experimental). El único prototipo fabricado se vendió más tarde a la compañía japonesa Compañía aérea imperial japonesa; más tarde, y designado LXD1, fue transferido a la compañía Nakajima, y, mediante ingeniería inversa, se convertiría en la base para el bombardero pesado Nakajima G5N, del que únicamente se fabricaron seis unidades, y que operó durante la Segunda Guerra Mundial con resultados poco satisfactorios.

## Operadores
Estados Unidos
- United Airlines

 Japón
- Compañía aérea imperial japonesa

## Especificaciones
Referencia datos: McDonnell Douglas Aircraft since 1920, Vol. 1

### Características generales
- Tripulación: Tres
- Capacidad: 42 pasajeros
- Longitud: 29,7 m (97,6 ft)
- Envergadura: 42,1 m (138,3 ft)
- Altura: 7,5 m (24,5 ft)
- Superficie alar: 200,2 m² (2155,1 ft²)
- Peso vacío: 19 307 kg (42 552,6 lb)
- Peso cargado: 27 896 kg (61 482,8 lb)
- Peso máximo al despegue: 30 164 kg (66 481,5 lb)
- Planta motriz: 4× motor radial de 14 cilindros en doble estrella refrigerado por aire Pratt & Whitney R-2180-S1A1-G Twin Hornet.
  - Potencia: 1080 kW (1489 HP; 1469 CV) cada uno.

### Rendimiento
- Velocidad nunca excedida (Vne): 394 km/h a 2133,6 m
- Velocidad crucero (Vc): 322 km/h (200 MPH; 174 kt)
- Alcance: 3541 km (1912 nmi; 2200 mi)
- Techo de vuelo: 6980 m (22 900 ft)
- Régimen de ascenso: 5,9 m/s (1167 ft/min)
- Carga alar: 139,3 kg/m² (28,5 lb/ft²)
- Potencia/peso: 4,8 kW/kg (0,0943 hp/lb)

## Aeronaves relacionadas

### Desarrollos relacionados
- Douglas DC-4
- Nakajima G5N

### Aeronaves similares
- Boeing 307

### Secuencias de designación
- Aviones comerciales de Douglas Aircraft Company: Dolphin - DC-1 - DC-2 - DC-3 - DC-4 - DC-4E - DC-5 - DC-6 - DC-7 - DC-8 - DC-9 - DC-10
- Secuencia L__ (Designación corta de Transportes (L) de la Armada Imperial Japonesa): ← L4M - L7P - LXC - LXD - LXF - LXG (KR-2) - LXG →